# 文心雕龍之創作論
《文心雕龍之創作論》，又作《文心雕龍創作論》，黃春貴著。此著是作者在國立台灣師範大學國文研究所所作的碩士論文，指導老師是李曰剛，由文史哲出版社於1978年出版。

## 內容
書前有李曰剛和王更生作的兩篇序，接着是「簡論」外，全書分作四章：
1. 論文章之組織
2. 論文章之修辭
3. 論文章之內質
4. 論文章之對象

每章分作四節，而每節又分作四個小題，即整書一共四章十六節六十四目。

## 評價
牟世金指此書的特點是條理清晰，指作者每一章的內容都細分的很清楚。而作者的行文也相當簡要，很能聯系到實例以創作，例如作者以《史記·平律候主父列傳》以說明為何「謀篇命意要以嚴守主題為最高准繩」。但是在某些章節，只是討論唐宋以後的著作，而脫離了劉勰本身，根本難以說是「文心雕龍創作論」，有喧賓奪主之感。但是，他也指出黃春貴有當中的獨特見解，例如羅根澤和梁繩褘認為劉勰未能討論社會人生與創作感情之間的關係，而作者在書中反對了他們的說法。牟世金指，值得注意的是他在此突破台灣的一般見解。但是此書也有一些問題，他指劉勰先將《神思》開始討論創作，但是作者由第三章第三節才開始討論了寫作的問題，有失劉勰論文的本旨。:83-85
周振甫指作者雖然以《文心雕龍》的內容作為基礎，但是引用了很多唐宋以後的作品以說明他的論點，連日本和英國的相關論述也有。他指，這雖然對於指導文章的寫作或認識一些的寫作理論是很有幫助，但是某些論題完全脫離了「文心雕龍創作論」的範圍。
張少康指，此書首次分析了《文心雕龍》後二十五篇有關於文章創作理論和修辭的技巧，對於「文」的創作基本原則作了很完整的研究，而作者聯系了宋元明清等相關的論述，使讀者更能明白《文心雕龍》對於後世的理解。但當中有不足之處，他指作者在討論的時候雖然以寬泛的「文」理念以討論《文心雕龍》，例如他在第三章的「情感」、「想像」兩節討論了文學創作的聯想和托物言情的表現方法，但是他忽略了《文心雕龍》重點是以論述詩賦為主體的藝術文學。他認為，作者雖然對於《文心雕龍》中的文章學寫作理論進行了全面的闡釋，但是沒有突顯《文心》中關於藝術文學創作特點的部份。:284-286
張文勛指，他討論劉勰的理論大多以後人詩文作證，「雖稍有枝蔓之感，但也可看出我國古代文論一脈相傳」。:244劉渼認為，「全書提綱挈領，將二十篇內容分為文章的組織、修辭、內質、外象四方面來談，行文簡要，清楚明瞭」，她又指作者「能聯繫實例及中外論著來佐論，內容相當豐富」。